# Шафоренко, Константин Эдуардович
Константин Эдуардович Шафоренко (укр. Костянтин Едуардович Шафоренко; род. 16 июля 1963) — советский и украинский киноактёр, кинорежиссёр и сценарист, Заслуженный артист Украины (1996).

## Биография
Родился 16 июля 1963 года, Житомир, Украина. Окончил актёрский (1984) и режиссёрский (1994) факультеты КГИТИ имени И. К. Карпенко-Карого.

## Фильмография

### Актёрские работы
1. 1983 — Я, сын трудового народа — Микола Ивасенко
2. 1985 — Подвиг Одессы — Полозов
3. 1987 — Всё побеждает любовь — Сашко Диденко
4. 1988 — Дорога в ад — Олег Нечаев
5. 1988 — На привязи у взлётной полосы — Митя
6. 1988 — Как мужчины о женщинах говорили — Юрко в молодости
7. 1989 — Гу-га — Ченцов
8. 1989 — Трудно быть богом — эпизод
9. 1990 — Это мы, Господи! — эпизод
10. 1990 — Буйная — Павел, младший брат
11. 1990 — Допинг для ангелов — лейтенант милиции
12. 1991 — Капитан Крокус и тайна маленьких заговорщиков — Чучелище, он же Генерал-Кибернатор
13. 1991 — Круиз, или Разводное путешествие — Веня
14. 1991 — Оружие Зевса — Мартин Конт в молодости
15. 1992 — Сердца трёх — Александро Солано
16. 1993 — Ожидая груз на рейде Фучжоу возле Пагоды — Харшвойс
17. 1995 — Москаль-чародей — Финтик
18. 2000 — Чёрная рада — Петро Шрам
19. 2005 — Братство — следователь
20. 2005 — Запороги — Якут
21. 2008 — Женщина, не склонная к авантюрам — Аркадий, друг Игоря
22. 2008 — Смерть шпионам. Крым — Фельдман
23. 2008 — Чёрное платье — Павловский
24. 2009 — Третьего не дано — Генрих Клюгге
25. 2010 — Вера, Надежда, Любовь — галерист
26. 2015 — Гвардия — Георгий
27. 2018 — Путешествие к центру души — преподаватель
28. 2019 — Подкидыш — Михаил Юрьевич

### Режиссёрские работы
1. 2004 — Панна (короткометражка)
2. 2005 — Охота за тенью
3. 2006 — Женская работа с риском для жизни

### Сценарные работы
1. 2004 — Панна (короткометражка)

## Награды
- Лауреат республиканской премии имени Н. Островского (1988)